# 丁自申
丁自申（1526年—1583年），字朋岳，一字明岳，號槐江，福建晉江人，明朝政治人物，進士出身。

## 生平
萬曆二十八年（1549年）己酉科福建鄉試第三十二名舉人。嘉靖二十九年（1550年）中式庚戌科進士。工部觀政，授南京工部营缮司主事，遷虞衡司郎中，歷順慶府、梧州府知府。

## 著作
著有《芝陵稿》十二卷、《三陵續稿》二卷、《古文披玉編》等。

## 家族
曾祖父丁仝；祖父丁德，壽官；父丁懌，母張氏。具庆下。